# Suchindol
Suchindol (bulharsky Сухиндол) je město ležící v Předbalkánu, na rozhraní severního a středního Bulharska. Je správním střediskem stejnojmenné obštiny a žije v něm přibližně přibližně 1 800 obyvatel.

## Název
První zaznamenaný název v osmanské turečtině je Suhendol. Název prošel mnoha morfologickými a slovotvornými změnami a v pozdějších dokumentech je obec zapisována jako Süşündol, Sügündol, Züçündol, Üççündol a Suhindol, až vznikl tvar Suchindol. O vysvětlení jeho původu se pokusil vědec Nikola Munkov, který hledal jeho etymologii ve vyschlém údolí, které rozdělovalo obec na dvě části.

## Historie
Existence Suchindolu pravděpodobně sahá až před začátek našeho letopočtu. Průzkumy napovídají, že jde o mnohem starší osadu z období neolitu, ale přesné datum nelze určit. Již od starověku se zde rozkládala vinařská oblast, o čemž svědčí nedaleko odtud nalezená pamětní deska z počátku našeho letopočtu, která zobrazuje Herkula a Dionýsa s jeho trvalým atributem – vinnou révou omotanou kolem hlavy. Zdejší sídlo vzniklo jako středisko této oblasti.
První písemná zmínka o existenci a názvu osady se nalézá v tureckém rejstříku z konce 15. století, kde je zaznamenán její název Suhendol. První údaje o školství a kultuře pocházejí z roku 1770, kdy byla otevřena klášterní škola. V roce 1870 byla otevřena sekulární škola a škola pro dospělé. V témže roce založil učitel Vasil Nedelčev v obci čitalište, které pak otec Matej Preobraženski-Mitkaloto pojmenoval Trezvenost (střízlivost). V roce 1871 navštívil Suchindol rakouský etnograf, malíř a cestovatel Felix Kanitz.
Ve 30. letech 20. století se v sále zdejšího čitalište hrávaly hry a operety. Od konce druhé světové války až do vyhlášení Suchindolu městem (prosinec 1970) bylo místní čitalište největší svého druhu mezi bulharskými dědinami.

## Obyvatelstvo
K 15. prosinci 2023 ve městě žilo 1 824 obyvatel a bylo zde trvale hlášeno 1 848 obyvatel. Podle sčítání 1. února 2011 bylo národnostní složení následující:
- Bulhaři: 1 248 (71.7 %)
- Turci: 317 (18.2 %)
- Romové: 66 (3.8 %)
- ostatní[p 2]: 109 (6.3 %)